# Renault 7
El Renault  7 es un automóvil de turismo producido en España por el fabricante de automóviles francés Renault, entre los años 1974 y 1984. Tiene una carrocería de tres volúmenes y está basado en el Renault 5. Fue fabricado exclusivamente en la factoría de FASA-Renault (filial española de Renault ubicada en la provincia de Valladolid), sin tener un equivalente francés. El modelo fue presentado a los periodistas en La Manga del Mar Menor en otoño de 1974.

## Diseño y mecánica
El diseño estaba basado en un modelo de tres cuerpos (motor, habitáculo y maletero), y había sido estrenado en diversos prototipos a comienzos de los años 70, pero nunca dio lugar a un modelo de serie en Francia. En cambio, en España salió adelante su comercialización, ya que este tipo de vehículos cubría las necesidades de espacio y economía de las familias de clase media, que había quedado huérfano con la aparición de los nuevos vehículos europeos del segmento B.
Con el paso a la tracción delantera, los vehículos pequeños en Europa habían abandonado, uno tras otro, las carrocerías sedán a favor de las nuevas carrocerías tipo hatchback, ofreciéndose las carrocerías de tres volúmenes en vehículos de segmentos superiores (Renault 12, Peugeot 504) o diseñados durante la década anterior (Renault 8, SEAT 124).
Para denotar su carácter español, el modelo inicial se denominó «Renault Siete», escrito con letras. 
Estaba equipado con un motor de 1.037 centímetros cúbicos y 50 CV, pensado específicamente para no superar la barrera de los 1.040 centímetros cúbicos, que en España suponía entonces el pago de un impuesto. Este automóvil destacaba por su buena visibilidad, sus suspensiones equilibradas y su amplio espacio de carga, constituyendo su mayor defecto los frenos, algo justos en relación con el peso del vehículo. Alcanzaba una velocidad máxima de 132 km/h, y el consumo mixto era de unos 6 litros/100 km. Se comercializaba en dos versiones, la «normal», sin nomenclatura específica, y la TL, con algunos detalles estéticos y de confort adicionales. En 1977 desapareció la versión normal, quedando sólo la TL.
En 1979 se realizó una reestilización del modelo al incorporar algunos elementos estéticos, como un volante de cuatro brazos, un nuevo tablero de a bordo y servofreno, para intentar dar a la imagen del vehículo un aspecto más acorde con los gustos de la época. En la parte trasera unos pilotos más grandes alojaron las luces de marcha atrás. Además, se cambió la nomenclatura de «Renault Siete TL» a «Renault 7 TL». En 1981, llegó la versión GTL, con reposacabezas en los asientos delanteros y el motor Cléon-Fonte de 1108 cc en su versión de alta compresión y 45 CV (DIN) a 4.400 rpm, que también sustituyó al de 1037 cc en los Renault 5 GTL.
Estos cambios mantuvieron el modelo en el mercado hasta 1984. En la fecha de su cierre de producción, habían sido fabricadas 159.533 unidades.
La presencia en la gama española de un sedán basado en el modelo utilitario de Renault no tuvo continuidad al cambiar del Renault 5 al Renault Supercinco. Sin embargo, sí se ha llevado a cabo en otros países con modelos actuales como el Renault Clio tricuerpo, que se fabrica en Marruecos y América del Sur, y se vende en algunos países europeos como Renault Clio Symbol o Renault Thalia.
| Periodo                        | 1974-1981                   | 1981-1984                   |                             |                             |                             |                             |                             |                             |                             |                             |                             |                             |                             |                             |                             |
| Tipo de motor                  | L4 8v, carburación          | L4 8v, carburación          | L4 8v, carburación          | L4 8v, carburación          | L4 8v, carburación          | L4 8v, carburación          | L4 8v, carburación          | L4 8v, carburación          | L4 8v, carburación          | L4 8v, carburación          | L4 8v, carburación          | L4 8v, carburación          | L4 8v, carburación          | L4 8v, carburación          | L4 8v, carburación          |
| Identificación del motor       | 850                         | C1E                         |                             |                             |                             |                             |                             |                             |                             |                             |                             |                             |                             |                             |                             |
| Diámetro x carrera             | 67.7 mm x 72.0 mm           | 70.0 mm x 72.0 mm           |                             |                             |                             |                             |                             |                             |                             |                             |                             |                             |                             |                             |                             |
| Cilindrada                     | 1037 cm³                    | 1108 cm³                    |                             |                             |                             |                             |                             |                             |                             |                             |                             |                             |                             |                             |                             |
| Relación de compresión         | 9.5: 1                      | 9.5: 1                      | 9.5: 1                      | 9.5: 1                      | 9.5: 1                      | 9.5: 1                      | 9.5: 1                      | 9.5: 1                      | 9.5: 1                      | 9.5: 1                      | 9.5: 1                      | 9.5: 1                      | 9.5: 1                      | 9.5: 1                      | 9.5: 1                      |
| Potencia máxima: CV (kW) @ rpm | 50 CV (37 kW) @ 5500        | 45 CV (33.1 kW) @ 4400      |                             |                             |                             |                             |                             |                             |                             |                             |                             |                             |                             |                             |                             |
| Par máximo: Nm @ rpm           | 73 Nm @ 3000                | 85 Nm @ 2000                |                             |                             |                             |                             |                             |                             |                             |                             |                             |                             |                             |                             |                             |
| Tracción                       | Delantera                   | Delantera                   | Delantera                   | Delantera                   | Delantera                   | Delantera                   | Delantera                   | Delantera                   | Delantera                   | Delantera                   | Delantera                   | Delantera                   | Delantera                   | Delantera                   | Delantera                   |
| Transmisión                    | Manual, 4 velocidades       | Manual, 4 velocidades       | Manual, 4 velocidades       | Manual, 4 velocidades       | Manual, 4 velocidades       | Manual, 4 velocidades       | Manual, 4 velocidades       | Manual, 4 velocidades       | Manual, 4 velocidades       | Manual, 4 velocidades       | Manual, 4 velocidades       | Manual, 4 velocidades       | Manual, 4 velocidades       | Manual, 4 velocidades       | Manual, 4 velocidades       |
| Peso                           | 815 kg                      | 815 kg                      | 815 kg                      | 815 kg                      | 815 kg                      | 815 kg                      | 815 kg                      | 815 kg                      | 815 kg                      | 815 kg                      | 815 kg                      | 815 kg                      | 815 kg                      | 815 kg                      | 815 kg                      |
| Dimensiones                    | 3890 mm x 1525 mm x 1400 mm | 3890 mm x 1525 mm x 1400 mm | 3890 mm x 1525 mm x 1400 mm | 3890 mm x 1525 mm x 1400 mm | 3890 mm x 1525 mm x 1400 mm | 3890 mm x 1525 mm x 1400 mm | 3890 mm x 1525 mm x 1400 mm | 3890 mm x 1525 mm x 1400 mm | 3890 mm x 1525 mm x 1400 mm | 3890 mm x 1525 mm x 1400 mm | 3890 mm x 1525 mm x 1400 mm | 3890 mm x 1525 mm x 1400 mm | 3890 mm x 1525 mm x 1400 mm | 3890 mm x 1525 mm x 1400 mm | 3890 mm x 1525 mm x 1400 mm |
| Velocidad máxima               | 132 km/h                    | 132 km/h                    | 132 km/h                    | 132 km/h                    | 132 km/h                    | 132 km/h                    | 132 km/h                    | 132 km/h                    | 132 km/h                    | 132 km/h                    | 132 km/h                    | 132 km/h                    | 132 km/h                    | 132 km/h                    | 132 km/h                    |
| Consumo combinado (L/100 km/h) | 6.5                         | 6.6                         |                             |                             |                             |                             |                             |                             |                             |                             |                             |                             |                             |                             |                             |

## En televisión
En la serie Cuéntame cómo pasó aparece uno en donde el personaje de Toni Alcántara (interpretado por Pablo Rivero) conducía hasta tener un accidente con él en el episodio  Aviones de papel, donde salía herido en Tánger.
En el episodio 9 de la temporada 1 de la serie Compañeros aparece un Renault 7 conducido por Quimi (interpretado por el actor Antonio Hortelano), que termina tirado por un barranco y posteriormente sale ardiendo.